# Langflügelfledermäuse
Die Langflügelfledermäuse (Miniopterus) sind eine im südlichen Europa, in Afrika, Asien und Australien weit verbreitete Fledermausgattung. Die Gattung umfasst etwa 26 Arten, am bekanntesten ist die auch in Europa lebende (Europäische) Langflügelfledermaus.

## Beschreibung
Charakteristisch für die Langflügelfledermäuse sind die verlängerten Finger, die eine dementsprechend breite Flughaut spannen. Auch der Schwanz, der zur Gänze in der Schwanzflughaut eingebettet ist, ist länger als bei Fledermäusen vergleichbarer Größe. Der Kopf dieser Tiere ist durch die kurze Schnauze und die dichte Behaarung gekennzeichnet. Die Fellfärbung variiert von rötlichbraun bis grau. Langflügelfledermäuse sind relativ kleine Tiere, sie erreichen eine Kopf-Rumpf-Länge von 4 bis 8 Zentimeter, eine Schwanzlänge von 4 bis 7 Zentimetern und ein Gewicht von 6 bis 24 Gramm.

## Verbreitung
Diese Fledermäuse sind in weiten Teilen der Alten Welt verbreitet, sie leben im südlichen Europa, in Afrika, weiten Teilen Asiens, in Australien und auf vielen ozeanischen Inseln.

## Lebensweise
Langflügelfledermäuse leben oft in großen Gruppen, die manchmal mehr als hunderttausend Tiere umfassen können. Als Schlafplätze bevorzugen sie Höhlen, man findet sie aber auch in Felsspalten, Baumhöhlen und Gebäuden. Wie die meisten Fledermäuse sind sie nachtaktiv, am frühen Abend begeben sie sich mit raschen Flügelschlägen auf Nahrungssuche. Sie ernähren sich vorwiegend von Insekten wie kleinen Käfern. In den kühleren Regionen halten sie Winterschlaf oder migrieren in wärmere Gebiete.

## Fortpflanzung
In kühleren Regionen erfolgt die Paarung im Herbst, das Wachstum des Embryos setzt jedoch erst im Spätwinter ein und im Frühling kommt meist das Jungtier zur Welt. Auch die Tiere in tropischen Regionen haben meist eine fixe Paarungszeit, allerdings gibt es dort keine verzögerte Embryonalentwicklung. Die reine Tragzeit beträgt rund drei Monate, viele Arten haben Wochenstuben, in welche sich die Weibchen zur Geburt und zur Jungenaufzucht zurückziehen. Nach rund zwei Monaten wird das Jungtier entwöhnt, die Geschlechtsreife tritt mit rund ein bis zwei Jahren ein. Die Lebenserwartung beträgt maximal neun Jahre.

## Bedrohung
Die Zerstörung des Lebensraums stellt die Hauptbedrohung der Langflügelfledermäuse dar. Die Europäische Langflügelfledermaus ist aus weiten Teilen Mitteleuropas verschwunden, und auch einige andere Arten sind gefährdet.

## Systematik
Die Gattung Miniopterus wurde im Jahr 1837 durch den italienischen Zoologen Charles Lucien Jules Laurent Bonaparte erstbeschrieben, die monotypische Unterfamilie Miniopterinae wurde 1875 durch den irischen Zoologen George Edward Dobson eingeführt. Gattung und Unterfamilie wurden der Familie der Glattnasen (Vespertilionidae) zugeordnet. Nach zahlreichen phylogenetischen Studien wird die Unterfamilie heute jedoch als eigenständige Familie (Miniopteridae) eingeordnet.

## Die Arten
Es werden etwa 26 Arten unterschieden:
- Ankarana-Langflügelfledermaus (Miniopterus aelleni) wurde 2009 auf den Komoren entdeckt.[7]
- Ambre-Langflügelfledermaus (Miniopterus ambohitrensis) kommt im nördlichen Madagaskar vor und wurde erst 2015 beschrieben.[8]
- Kleine Australische Langflügelfledermaus (Miniopterus australis) lebt auf den Philippinen, Indonesien, Neuguinea, dem östlichen Australien und einigen ozeanischen Inseln (Salomonen, Vanuatu, Neukaledonien, Similan-Inseln).
- Miniopterus aelleni, ebenfalls aus Madagaskar.[7]
- Sahafina-Langflügelfledermaus (Miniopterus egeri), wurde 2009 im östlichen Madagaskar entdeckt und 2011 als Art beschrieben.
- Brüderchen-Langflügelfledermaus (Miniopterus fraterculus) lebt im südlichen Afrika (von Angola und Sambia bis Südafrika) und auf Madagaskar.
- Ryukyu-Langflügelfledermaus (Miniopterus fuscus) ist auf den japanischen Ryūkyū-Inseln endemisch. Die Art gilt als gefährdet.
- Toliara-Langflügelfledermaus (Miniopterus gleni) wurde erst 1995 als Art beschrieben. Sie ist auf Madagaskar endemisch.
- Androimpano-Langflügelfledermaus (Miniopterus griffithsi) wurde erst 2010 als Art beschrieben. Sie ist im südlichen Madagaskar endemisch.[9]
- Komoren-Langflügelfledermaus (Miniopterus griveaudi) lebt auf Madagaskar und auf den Komoren.[7]
- Kronen-Langflügelfledermaus (Miniopterus inflatus) ist in weiten Teilen des mittleren und südlichen Afrika verbreitet.
- Nordafrikanische Langflügelfledermaus (Miniopterus maghrebensis) lebt in Nordafrika.[10]
- Malaiische Langflügelfledermaus (Miniopterus magnater) lebt in Südostasien und Neuguinea.
- Fandriana-Langflügelfledermaus (Miniopterus manavi) kommt nur auf Madagaskar und den Komoren vor.
- Tanduy-Langflügelfledermaus (Miniopterus medius) ist auf der Malaiischen Halbinsel, Indonesien und Neuguinea verbreitet.
- Zentralafrikanische Langflügelfledermaus (Miniopterus minor) ist die kleinste Art. Sie lebt im mittleren Afrika sowie auf Madagaskar.
- Mosambik-Langflügelfledermaus (Miniopterus mossambicus) lebt in Mosambik, möglicherweise auch in Malawi und Simbabwe und wurde erst im Dezember 2013 beschrieben.[11]
- Natal-Langflügelfledermaus (Miniopterus natalensis) kommt von Namibia bis Äthiopien vor.
- Miniopterus nimbae in den Bergen von Liberia und Guinea endemisch.[12]
- Miniopterus phillipsi wurde erst im Sommer 2022 erstbeschrieben und kommt auf Sri Lanka und in Indien vor.[13]
- Kleine Asiatische Langflügelfledermaus (Miniopterus pusillus) ist in Südostasien, Neuguinea und dem westlichen Ozeanien (Salomonen, Vanuatu, Neukaledonien).
- Neukaledonische Langflügelfledermaus (Miniopterus robustior) ist auf den zu Neukaledonien gehörenden Loyaltyinseln endemisch. Die Art wird von der IUCN als bedroht gelistet.
- (Europäische) Langflügelfledermaus (Miniopterus schreibersi) lebt in Südeuropa, weiten Teilen Afrikas, im ganzen südlichen Asien, in Neuguinea, den Salomonen und Australien.
- Schwesterchen-Langflügelfledermaus (Miniopterus sororculus) bewohnt das südöstliche Madagaskar.
- Miniopterus srinii wurde 2023 beschrieben und kommt in den indischen West Ghats vor.
- Miniopterus tristis ist auf den Philippinen, Indonesien, Neuguinea, den Salomonen und Vanuatu beheimatet.
- Miniopterus wilsoni kommt im südlichen Afrika vor.[14]

Die endgültige Artenanzahl und die Abgrenzung der Arten untereinander steht jedoch nicht fest. Manchmal wird auch die Melanesische Langflügelfledermaus (Minopterus macrocneme) aus Südostasien und Ozeanien als eigene Art geführt.
Aus dem Miozän Europas sind mit Miniopterus fossilis und Miniopterus zapfei zudem noch zwei fossile Arten der Gattung bekannt.